# Sühnekreuz (Gutenpaaren)

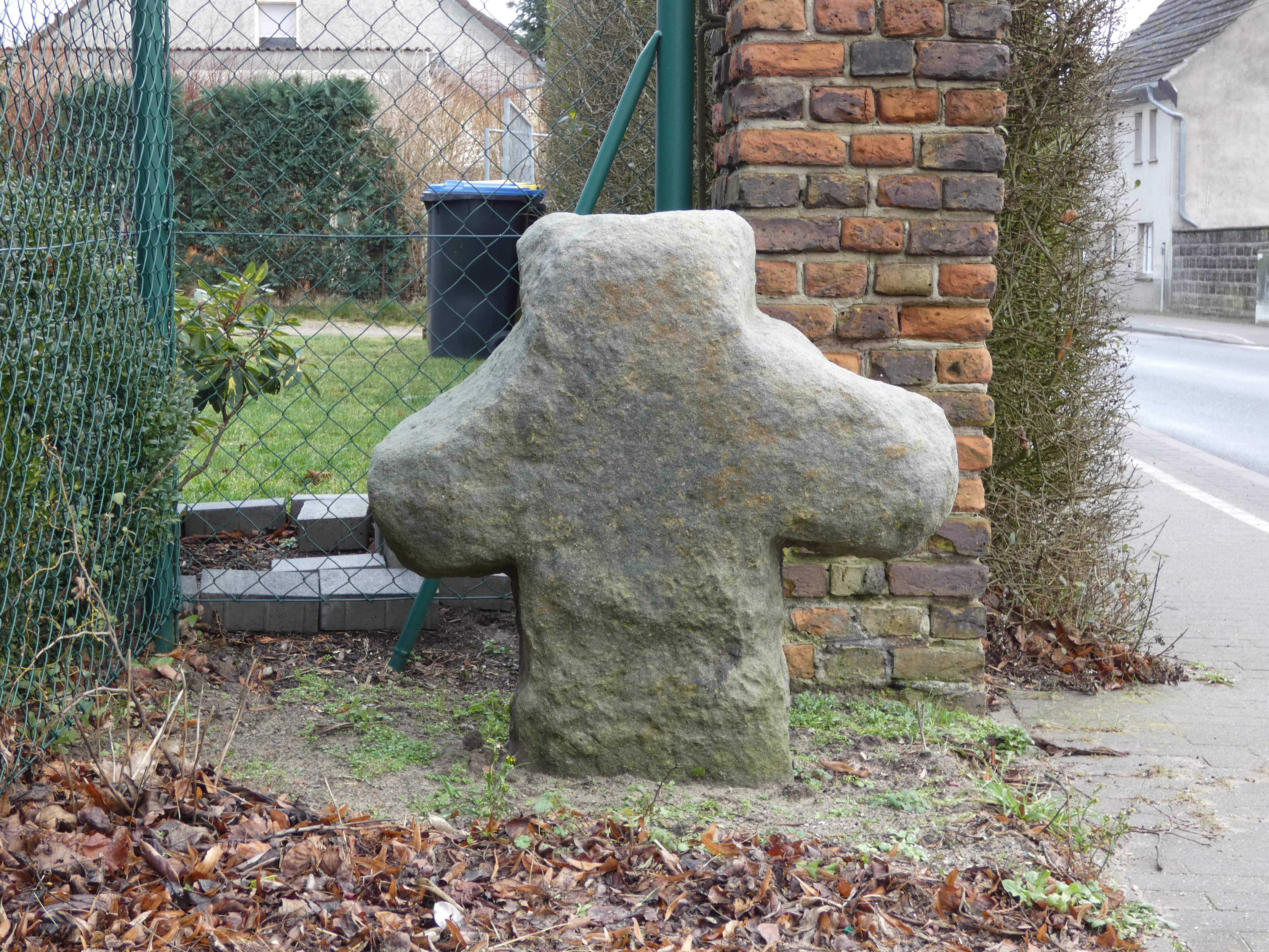
Das Sühnekreuz von Gutenpaaren

Das Sühnekreuz ist ein Baudenkmal im zur Stadt Ketzin/Havel gehörenden Ort Gutenpaaren. Es handelt sich um ein aus einem Stein gehauenes Kreuz, welches unmittelbar an der Gutenpaarener Dorfstraße vor einem Wohngrundstück steht.

## Geschichte der Sühnekreuze
Sühnekreuze werden eine spezielle Form mittelalterlicher Denkmale genannt. Diese waren Teil von Sühneverträgen, welche geschlossen wurden, um Blutfehden aufgrund Mordes oder Totschlags zu beenden. Sühnekreuze wurden, wie der Name bereits zeigt, in überwiegender Zahl in Form eines Kreuzes gestaltet. Oft wurde das Tötungswerkzeug oder ein berufstypisches Gerät des Opfers in Stein gehauen dargestellt. Nur selten aber wurden Jahreszahlen eingearbeitet und Texte zwischen dem 13. und dem 16. Jahrhundert gar nicht. Die Halsgerichtsordnung Kaiser Karls V. beendete 1533 weitgehend die Sitte privater Abmachungen. An ihre Stelle traten ordentliche Gerichte. Jedoch gab es einzelne Landstriche, in denen Sühneverträge noch bis ins 17. Jahrhundert überdauerten.

## Das Sühnekreuz von Gutenpaaren
Das Sühnekreuz in Gutenpaaren soll an den Mord beziehungsweise das Tötungsdelikt erinnern, der beziehungsweise das von einem Gutsbesitzer an einem anderen verübt wurde. Es markiert die Stelle, an welcher die Tat stattfand. Hintergrund soll eine längere Fehde gewesen sein, in deren Verlauf es zum bewaffneten Angriff kam. Entsprechend dem Sühnevertrag musste der Überlebende zum Gedächtnis an den Toten das Kreuz aufstellen lassen und an diesem eine ewige Lampe unterhalten.
Das Steinkreuz steht direkt am Gehweg der Dorfstraße. Die Arme sind auf der Oberseite abfallend abgeschrägt. Das Sühnekreuz hat eine Höhe von 0,96 Meter, eine Breite von 1,0 Meter und eine Dicke 0,36 Meter. Es soll aus Granit gehauen sein.